# 연와

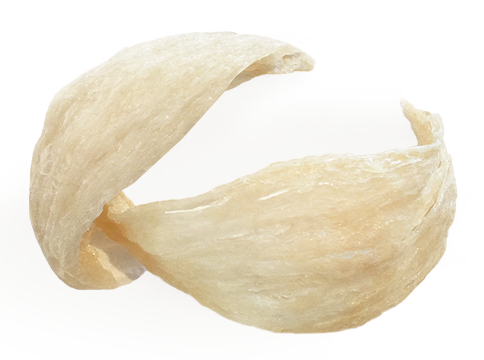
연와

연와(燕窩)는 금사연의 둥지이다. 중국 요리에서 얜워(중국어 간체자: 燕窝, 정체자: 燕窩, 병음: yànwō→제비 집)라 불리며, 국거리로 쓰인다.
바다제비가 천적으로부터 새끼를 보호하기 위하여 해초와 생선뼈 등을 모으고 입의 타액을 섞어 둥지를 만들었고 중국의 황제들이 즐겨 먹었던 고급 요리 재료로 안티에이징에 탁월한 효과가 있다. 《본초강목》에서는 '제비집이 허한 기를 보한다'라고 했고, 고관들의 명품 요리를 모아서 만든 《홍루몽》에서도 기침을 멈추고 기를 보하며, 피부를 맑게 해주는 식품이라고 묘사했으며, 영양과 교질단백질이 풍부하고 강장효과가 크다고 한다.

## 제비집을 만드는 방법
우선 제비집 사이사이에 엉겨있던 제비 털이랑 아주 깨끗한 풀을 골라낸다. 이것을 잘 떼기 위해서는 물에 넣어서 불리기도 한다. 이것을 골라내는 이유는 바로 제비집에서 먹을 수 있는 부분이 제비 털이기 때문이다. 여기서 제비의 털은 제비의 침이 묻어있어 젤리상태인데, 제비집 하나에서 나오는 털은 많아야 5g이다. 호떡 크기만한 500g의 제비집의 가격은 대략 1000위안정도 하고 있는데, 한화로는 약 20만원정도 한다. 이것은 노인분들이 먹으면 건강식이 되고, 어린아이들은 설사를 하거나 몸이 안 좋을 때 먹으면 좋다. 물에 불린 제비털은 주로 수프나 탕의 재료로 쓰인다. 제비집을 활용한 음식의 예시로는 제비집을 넣은 뚠지탕(炖鸡汤) 등이 있다.

## 제비집의 유래
제비집 요리가 ‘황제의 음식’이 된 것에는 다음과 같은 유래가 있다. 청나라 제 6대 황제, 청의 전성기를 만들었던 건륭제가 매일 아침 자리에서 일어나 공복에 시원한 ‘제비집 수프’ 한 그릇을 마셨다고 했고, 그 때문에 건륭제는 88세까지 살았다. 이것은 중국 역대 황제 중에서 재위기간이 가장 길며 63년 동안 황제와 태상황제를 지냈다고 한다. 이러한 전통은 계속되어 중국의 제 11대 황제인 광서제까지 이어져 내려왔고, 광서제의 어머니인 서태후도 ‘제비집 요리’를 무척 좋아했으며 평소에 먹는 식사 중 7가지 정도가 ‘제비집 요리’였다고 한다.

## 제비집의 종류
제비집 요리의 종류는 크게 3가지로 나눌 수 있다.
1. 관옌[官燕]- 관아와 황실에서 사용하던 최고급 제비집으로 전부 진상품을 사용했다. 순백색에 투명하고 털 등 잡물이 섞여 있지 않아서 바로 사용할 수 있었다. 그것의 형태에 따라 용아(龍牙) 또는 연잔(燕盞)으로 불렸다.
2. 마오옌[毛燕]- 중급품 정도의 제비집이다. 집을 빼앗긴 바다제비가 두번째로 지은 집으로, 집을 짓는 시간이 부족하여 침만으로는 집을 지을 수가 없어서 털이나 잡물이 많이 섞여 있다. 모연(毛燕) 또는 회연(灰燕)이라고도 불린다.
3. 혈연[血燕]- 최고의 제비집이다. 혈연[血燕]은 양식이 아닌 동굴에 제비가 지은 둥지이면 암벽과 화학적반응하에 빨간색이 띠게 되면 희귀품이라 일반 제비집의 3~4배이상의 값을주고도 구하기힘들다.[4]

## 사진 갤러리

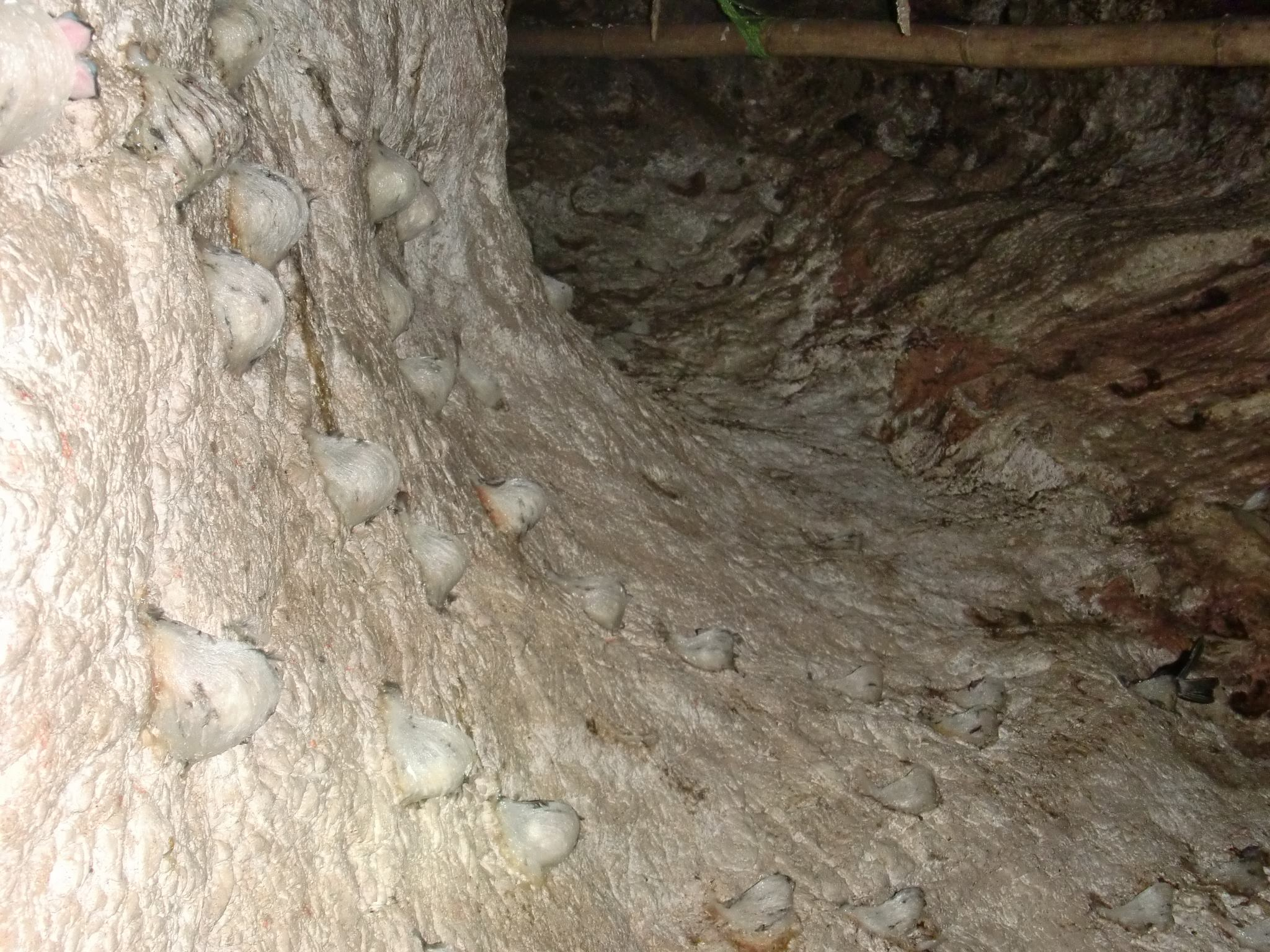
연와(금사연의 둥지)
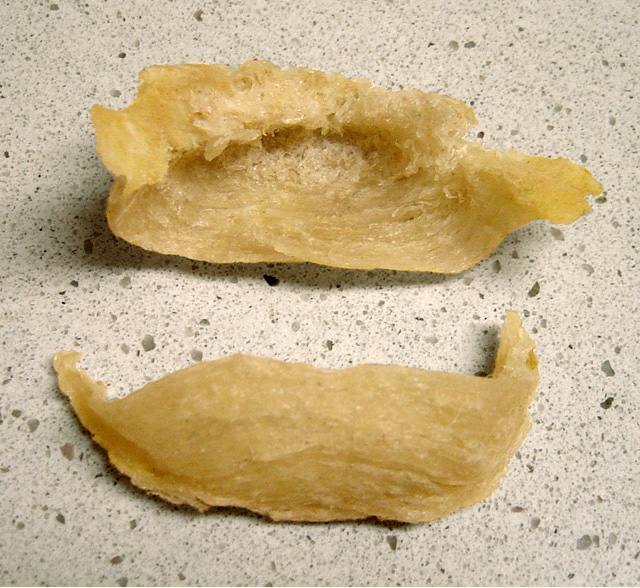
말린 연와
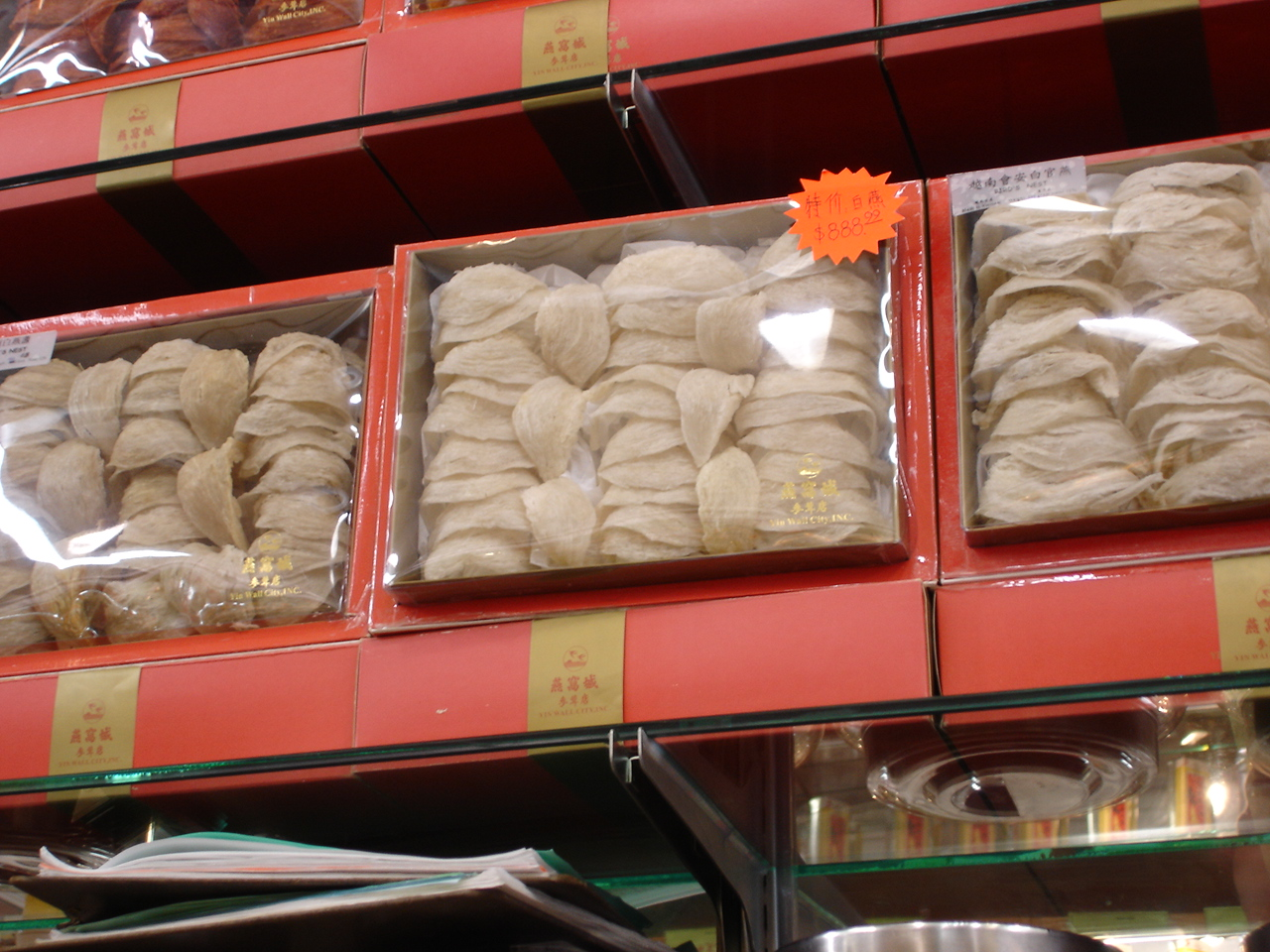
포장되어 팔리는 연와
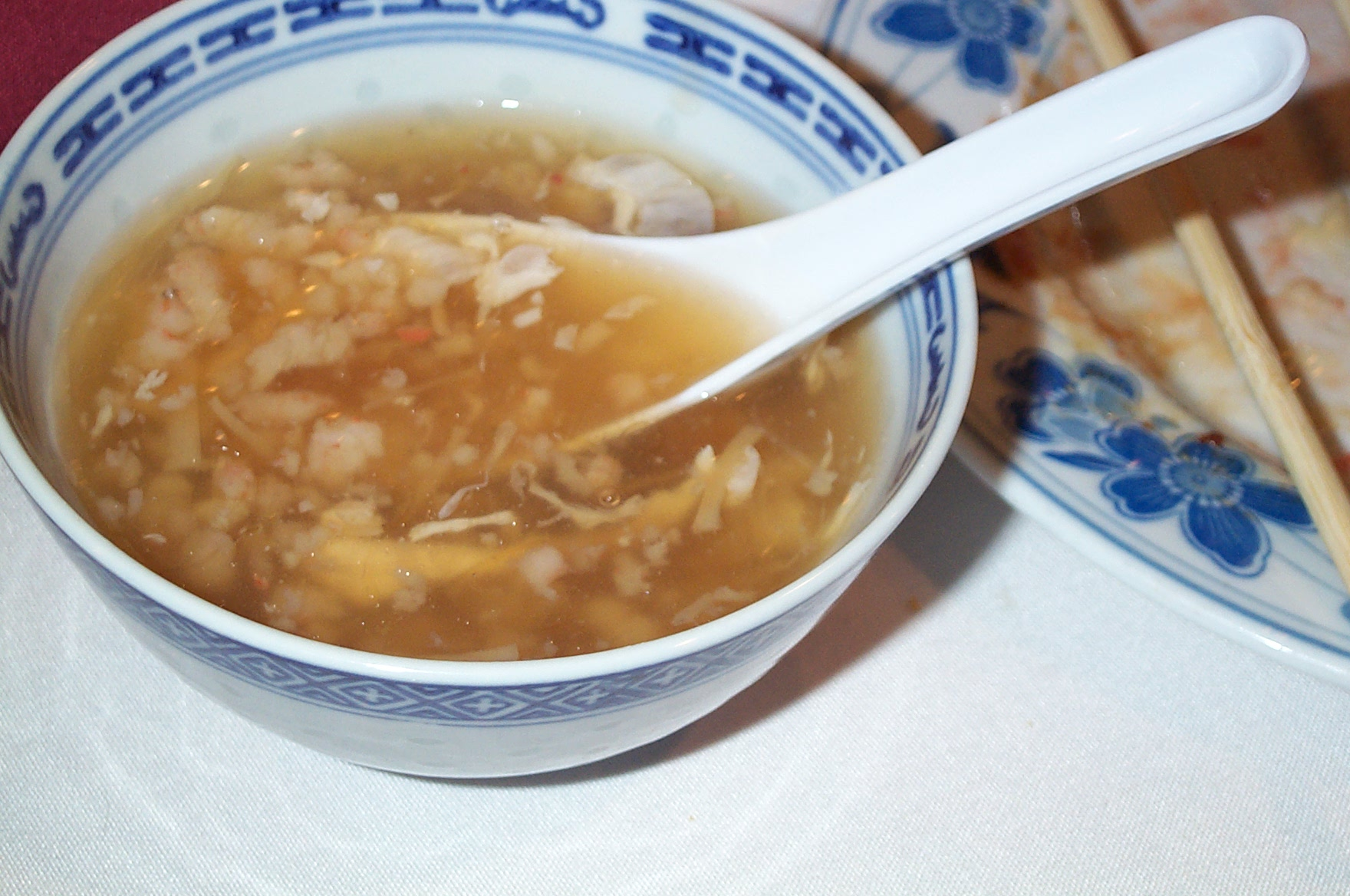
연와탕

## 같이 보기
- 중의학
- 별미